# Bulla eburnea
Bulla eburnea är en snäckart som beskrevs av Dall 1881. Bulla eburnea ingår i släktet Bulla och familjen Bullidae. Inga underarter finns listade i Catalogue of Life.